# Echinocereus viridiflorus

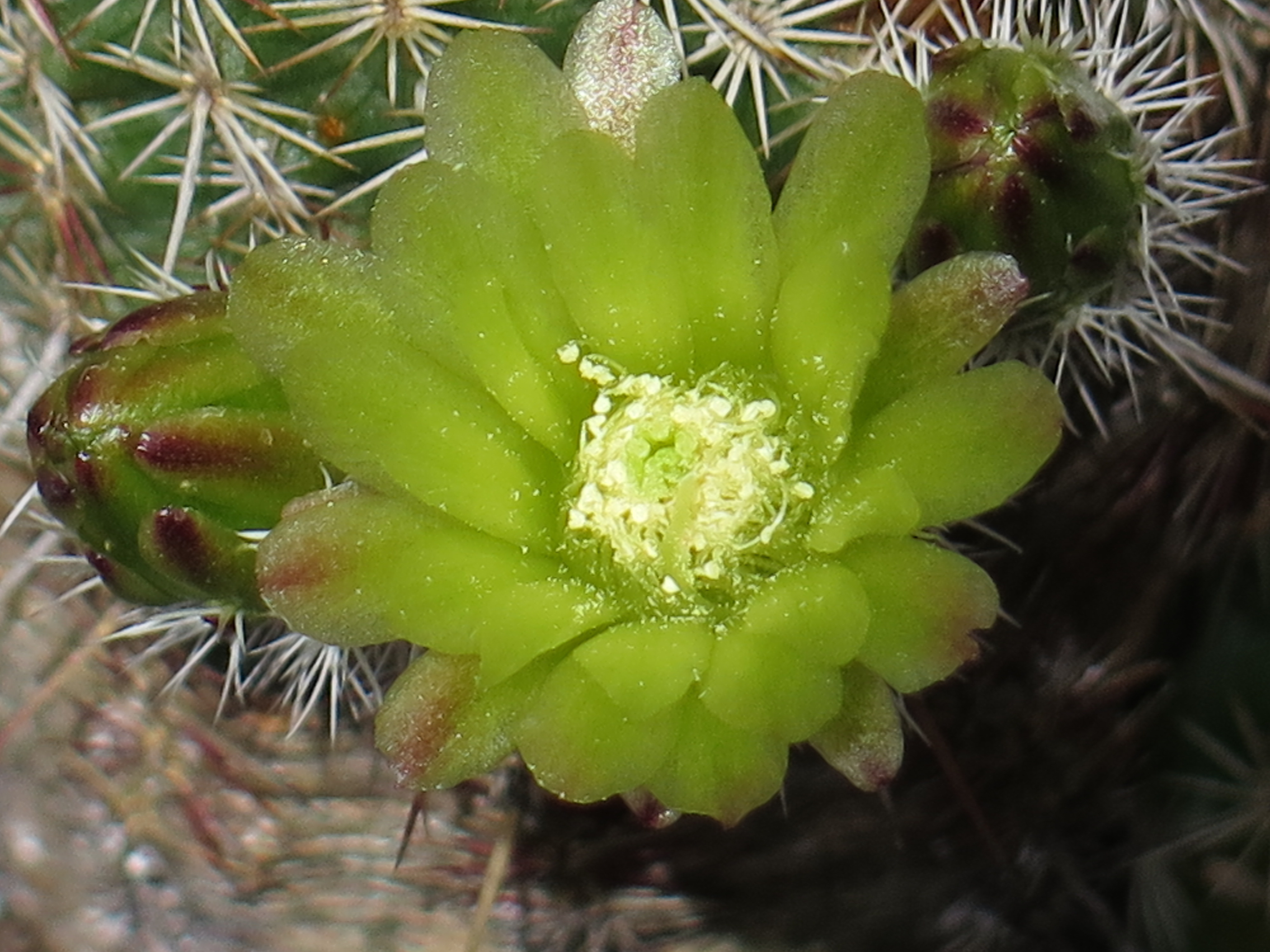
Blüte

Echinocereus viridiflorus ist eine Pflanzenart in der Gattung Echinocereus aus der Familie der Kakteengewächse (Cactaceae). Das Artepitheton viridiflorus stammt aus dem Lateinischen und bedeutet ‚grünblütig‘. Trivialnamen sind  „Brown-Flowered Hedgehog“,  „Brown-Spined Hedgehog“,  „Golden-Spine Hedgehog Cactus“,  „Green-Flowered Torch Cactus“ und „Green Hedgehog“.

## Beschreibung
Echinocereus viridiflorus wächst einzeln mit aufrecht stehenden Trieben. Sie sind kugelig bis eiförmig, manchmal verlängert oder zylindrisch geformt, 1,2 bis 12,5 Zentimeter hoch und weisen dabei einen Durchmesser von 1 bis 5 Zentimeter auf. Die 6 bis 18 Rippen sind deutlich gehöckert. Die bis zu vier roten, cremefarbenen oder braunen Mitteldornen sind bis zu 2,5 Zentimeter lang. Die 8 bis 24 Randdornen sind gleichfalls rot, cremefarben oder braun und bis zu 1,8 Zentimeter lang.
Die Blüten erscheinen entlang der Triebseiten. Sie sind meist weit geöffnet, trichterig geformt und grün bis gelbgrün. Sie werden 2,5 bis 3,0 Zentimeter lang und im Durchmesser groß. Die Früchte sind kugelig, grün und stark bedornt.

## Verbreitung, Systematik und Gefährdung
Echinocereus viridiflorus ist in den US-Bundesstaaten South Dakota, Wyoming, Colorado, Kansas, New Mexico, Oklahoma und Texas sowie in den benachbarten mexikanischen Bundesstaaten Coahuila und Chihuahua weit verbreitet.
Die Erstbeschreibung erfolgte 1848 durch George Engelmann. Nomenklatorische Synonyme sind Cereus viridiflorus (Engelm.) Engelm. (1849) und Echinocactus viridiflorus (Engelm.) Pritz. (1855).
Es werden folgende Unterarten unterschieden:
- Echinocereus viridiflorus subsp. viridiflorus
- Echinocereus viridiflorus subsp. correllii (L.D.Benson) W.Blum & Mich.Lange:
Die Erstbeschreibung als Echinocereus viridiflorus var. correllii erfolgte 1969 durch Lyman David Benson.[3] Wolfgang Blum und Michael Lange stellten die Varietät 1998 als Unterart zu Echinocereus viridiflorus.[4]

In der Roten Liste gefährdeter Arten der IUCN wird die Art als „Least Concern (LC)“, d. h. als nicht gefährdet geführt.

## Nachweise